# 참심제
참심제는 형사재판에서 일반 시민 중에서 발탁된 참심원과 직업 판사가 함께 평의를 실시해 사실인정 및 양형판단을 하는 제도이다. 참심원의 선출 방법이나 임기는 나라마다 다르다.
주로 핀란드와 독일, 프랑스, 노르웨이, 스웨덴 등의 유럽 대륙 국가에서 행해지며, 일본의 재판원제도도 이를 참고로 하고 있다.
대한민국은 헌법상 헌법과 법률이 정한 법관이 아닌 무자격 배심원이 사실심에 관여하는 배심재판은 가능하지만 무자격자가 직업 법관과 함께 합의체를 구성하여 법률심에 관여하는 참심제는 대한민국의 헌법 제27조에 위배되므로 헌법이 개정되기 전까진 대한민국에서 참심제는 불가능하다.

## 각국의 참심제

### 일본
법조 무자격자와 직업 법관으로 구성된 합의체가 재판을 실시하는 제도를 참심제로 본다면 일본의 재판원제도도 일종의 참심제이다. 재판원제도 시행 전 원래 사형수인 다쿠마 마모루가 일으킨 오사카 학교 학살을 계기로 "심신 상실자 등의 범법과 정신 의료에 관한 프로젝트 팀(자민당 단장:쿠마 시로아키 히코, 여당 단장:사토 오타 츠오)"이 꾸려져 일본 최초의 참심제 제도가 만들어졌다. 과거 육군 군법 회의 및 해군 군법 회의에서 법조 유자격자인 법무관과 무자격자인 육군 장교 또는 해군 사관(판사)로 이루어진 합의체에 따라 진행된 재판도 광의에는 참심제의 일종으로 이해할 수도 있다.

### 덴마크
덴마크에서는 배심제와 참심제가 병용되고 있으며, 참심제는 지방 법원 및 고등 법원에서 시행되고 있다. 배심원 및 참심원은 모두 기초 자치 단체에서 만든 후보자 명단에서 선임되고 임기는 4년이다.
지방 법원
통상의 형사 사건은 지방 법원이 1심 법원으로, 그 중 자백 사건은 직업 법관 단독으로 심리되며 범행을 부인하는 부인 사건의 경우 참심 재판으로 심리된다.
지방 법원의 참심 재판에서는 직업 법관 1명, 참심원 2명이 평의에 참가한다.
고등 법원
고등 법원이 다루는 사건은 크게 두 종류로 하나는 고등 법원을 1심 법원으로 하는 중대 사건(구형이 4년 이상인 자유형사건)인데 이는 배심 재판에 의해 심리된다. 또 하나는 지방 법원 판결에 대한 항소사건으로 이 경우 참심 재판에 의해 심리된다.
고등 법원의 참심 재판의 구성은 직업 판사 3명과 참심원 3명이다.

### 노르웨이
노르웨이에서는 덴마크 같이, 배심제와 참심제가 병용되고 있으며, 참심제는 지방 법원 및 고등 법원에서 시행되고 있다.
지방 법원
법정에서 전면적으로 자백한 사건은 직업 법관 단독으로 심리되지만, 그 이외의 사건은 모두 참심 재판으로 심리된다.
재판체의 구성은 직업 판사 1명, 참심원 2명이 원칙이지만, 중대하고 복잡한 사건은 직업 법관 2명과 참심원 3명으로도 한다.
고등 법원
2심 법원인 고등 법원은 형량만 결정해야 하는 경미한 사건은 직업 법관 3명인 재판에 계류되며, 중죄(법정형이 6년 이상의 자유형)에 대한 부인 사건은 배심 재판에서 심리되지만, 이 이외에는 직업 법관 3명과 참심원 4명의 참심 재판에 계류된다. 참심 재판에서는 유죄 평결을 하려면 7명 중 5명의 찬성이 필요하다.

### 독일
독일에서는 원칙으로서 모든 형사 사건을 대상으로 지방 법원에서는 참심원 2명과 판사 3명, 주 법원은 참심원 2명과 판사 1명이 평의에 참가한다. 참심원은 읍면에서 작성한 후보자 명단에서 선임되고 임기는 5년이다.

### 프랑스
프랑스의 중죄원(Cour d'assises)에서는 배심원 9명(항소심에서는 12명)이 직업 법관 3명과 함께 심리하는 제도가 채용되고 있다. 프랑스에서는 "배심제"(Jury)로 불리고 있지만 실질적으로 참심제다.. 배심원은 선거인 명부에 의거하여 작성된 개정기 명단부터 사건마다 선임되고 임기는 개정기 몇 주간이다.

### 이탈리아
이탈리아에서는 일정한 중대 범죄가 대상이 되고 있으며, 참심원 6명과 직업 법관 2명이 함께 평의에 참가한다. 참심원은 각 지자체가 작성한 후보자 명단에서 선임되고 임기는 3개월이다.

### 중국
중화인민공화국에서는 형사와 민사 1심에서 1명의 직업 판사와 임기 5년에 임명되는 2명의 인민 참심원의 합의체에 의해 재판이 열리며 프랑스와 사실상 마찬가지로 명칭에 관계 없이 학문적으로 참심제라고 보여진다.

## 참고 문헌
- 마츠자와 노부"덴마크의 형사 재판으로 배심제·참심제"릿쿄 법학 55권(2000)
- 유럽의 "당사자주의 참심제"에서 배운다. 보관됨 2007-10-06 - 웨이백 머신(일본어)

## 같이 보기
- 재판원 제도
- 배심제
- 국민참여재판제도